# 拉比涅
拉比涅（法語：La Bigne，法語發音：[la biɲ] ⓘ）是法国卡尔瓦多斯省的一个旧市镇，属于维尔区。2017年，拉比涅并入市镇瑟利讷。

## 地理
拉比涅（49°0'42"N, 0°43'18"W）面积3.85 平方千米，位于法国诺曼底大区卡爾瓦多斯省，该省份为法国西北部沿海省份，北濒大西洋英吉利海峡，东北与滨海塞纳省以海上边界相接，东临厄尔省，南至奧恩省，西与芒什省接壤。
与拉比涅接壤的市镇（或旧市镇、城区）包括：瑞尔克、翁德方丹、圣乔治多奈、瑟利讷。

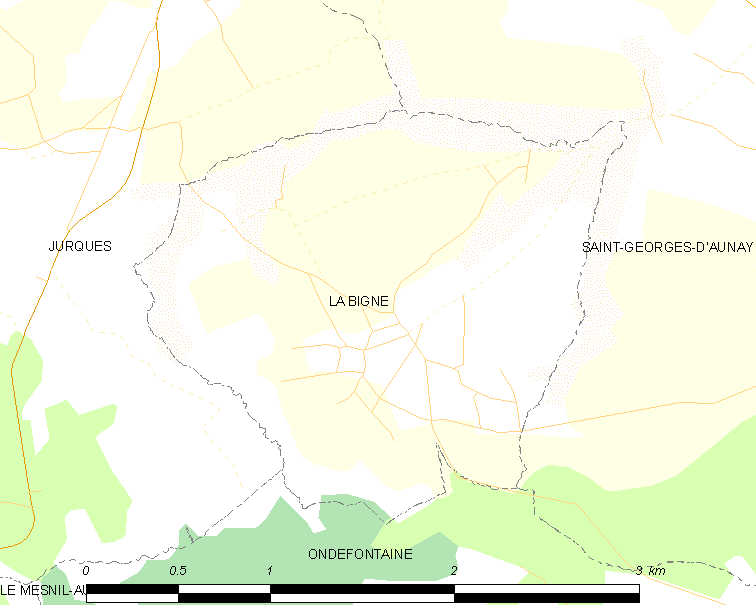
拉比涅的OSM定位图

拉比涅的时区为UTC+01:00、UTC+02:00（夏令时）。

## 行政
拉比涅的邮政编码为14260，INSEE市镇编码为14073。

## 政治
拉比涅所属的省级选区为莱蒙多奈县。

## 人口

1962-2008年间拉比涅人口变化图示

拉比涅于2018年1月1日时的人口数量为217人。